# Bezirksrabbinat Bad Ems
Das Bezirksrabbinat Bad Ems mit Sitz in Bad Ems, der Kreisstadt des Rhein-Lahn-Kreises im Rheinland-Pfalz, wurde 1851 eingerichtet, als das Bezirksrabbinat Langenschwalbach nach Bad Ems verlegt wurde. 
Im Jahr 1925 wurden die bis dahin selbständigen Rabbinatsbezirke Bad Ems und Weilburg zum Rabbinatsbezirk Bad Ems und Weilburg vereinigt. 

## Bezirksrabbiner
Seit 1848 amtierte der Rabbiner Benjamin Höchstätter (1811–1888) in Langenschwalbach und danach in Bad Ems.
Sein Nachfolger war von 1885 bis 1889 Max Kopfstein (1856–1924), der in diesem Jahr nach Beuthen berufen wurde. Ihm folgte von 1890 bis 1931 Laser Weingarten (1863–1937) nach. Von 1931 bis 1939 war der letzte Rabbiner Friedrich Laupheimer (1890–1965), der 1939 nach Palästina emigrierte.     